# Bom Jesus do Galho (ort)
Bom Jesus do Galho är en ort i Brasilien.   Den ligger i kommunen Bom Jesus do Galho och delstaten Minas Gerais, i den sydöstra delen av landet, 700 km sydost om huvudstaden Brasília. Bom Jesus do Galho ligger 508 meter över havet och antalet invånare är 12 475.
Terrängen runt Bom Jesus do Galho är huvudsakligen kuperad, men österut är den platt. Närmaste större samhälle är Caratinga, 19,0 km öster om Bom Jesus do Galho.
Omgivningarna runt Bom Jesus do Galho är huvudsakligen savann. Runt Bom Jesus do Galho är det ganska glesbefolkat, med 35 invånare per kvadratkilometer.